# Johan Frederik Leth
Johan Frederik (de) Leth (2. juni 1737 på Vejrupgård – 7. marts 1817 i Kiel) var en dansk officer.
Han var søn af generalløjtnant Mathias Leth, indtrådte 1751 som kornet i 2. fynske Kavaleriregiment, hvor han 1755 blev premierløjtnant og regimentsadjudant. 1758 under troppesamlingen i Holsten forrettede Leth, der havde gjort sig fordelagtig bemærket ved tjenstiver og gode evner, tjeneste som adjudant ved rytterbrigaden Rieppur, 1759 forfremmedes han til ritmester og 1762 til major og eskadronschef i det nyoprettede Husarregiment. Da dette igen nedlagdes 1767, overgik han til infanteriet som major ved Prins Frederiks Regiment og blev her oberstløjtnant 1779, men 1784 forsattes han til sjællandske, 1789 som oberst til oplandske infanteriregiment og samme år til Kronprinsens Regiment som chef. 1795 udnævntes han tillige til kommandant i København og forfremmedes til generalmajor; 1801 hædredes han med Dannebrogordenen. Leth førte under troppesamlingen i Holsten 1805-06 befalingen over 1. infanteribrigade og forblev på halvøen som chef for et generalkommandodistrikt omkring Kiel indtil 1810, da han afskedigedes af krigstjenesten som generalløjtnant.
Leth indtrådte i ægteskab: 1. gang (27. juli 1764) med Anna Margrethe Gersdorff (1748 – 29. august 1766), datter af amtmand, konferensråd Christian Gersdorff til Vosnæsgård og Antoinette Margrethe f. Rosenørn; 2. gang (3. august 1781) med Sophie Birgitte Nansen (14. april 1763 – 19. april 1782), datter af oberst og kommandant på Bornholm Hans Nansen og Louise f. Berbandt. Han døde i Kiel 7. marts 1817.